# 26 Draconis
26 Draconis (26 Dra) es un sistema estelar localizado en la constelación de Draco.
Se encuentra a una distancia de 46,3 años luz del sistema solar y tiene magnitud aparente +5,24.
La estrella conocida más cercana a este sistema es 19 Draconis, a 5,5 años luz.

## Componentes del sistema
La estrella primaria del sistema, 26 Draconis A (GJ 684 A), es una enana amarilla de tipo espectral G0Va, bastante semejante al Sol, con una temperatura efectiva de 5792 K.
Tiene un radio aproximadamente un 10 % más grande que el radio solar y gira sobre sí misma con una velocidad de rotación proyectada de 5,0 - 5,6 km/s.
Posee una masa un 8 % mayor que la del Sol y manifiesta actividad cromosférica.
La estrella secundaria, 26 Draconis B (GJ 684 B), tiene magnitud aparente +8,54.
Es una enana naranja de tipo espectral K3V con una masa equivalente al 76 % de la masa solar.
Su radio es aproximadamente un 25 % más pequeño que el del Sol.
Completa una órbita en torno a la primaria cada 76,10 años, siendo la órbita moderadamente excéntrica (e = 0,18).
La separación proyectada entre ambas componentes es de 10,5 UA.
Una tercera estrella, Gliese 685 (LHS 3306), comparte movimiento propio con la binaria AB, de la que está separada visualmente 738 segundos de arco. Es una enana roja de tipo M0.5Ve y magnitud aparente +9,97. Su temperatura efectiva es de 3720 K y su luminosidad es igual al 5 % de la del Sol.
Tiene una masa equivalente a un tercio de la masa solar.
La separación proyectada respecto a la binaria AB es de 10 500 UA.

## Composición y edad del sistema
26 Draconis es, como la mayor parte de las estrellas de nuestro entorno, una estrella del disco fino.
Su metalicidad es inferior a la solar en aproximadamente un 33 % ([Fe/H] = -0,18).
No obstante, los contenidos de algunos elementos evaluados, como silicio y calcio, son comparables a los solares, e incluso el titanio es más abundante.
Asimismo, su abundancia relativa de litio es más elevada que en el Sol (logє[Li] = 2,5).
En cuanto a la edad del sistema, no es conocida con certeza. Mientras que su edad calculada mediante isocronas coincide con su edad cromosférica —en torno a los 2670 millones de años—, otros métodos basados en su velocidad de rotación o en su actividad en rayos X sugieren una edad cercana a los 1000 millones de años.